# Photométrie (astronomie)
Pour les articles homonymes, voir photométrie.
 (juillet 2025).
Si vous disposez d'ouvrages ou d'articles de référence ou si vous connaissez des sites web de qualité traitant du thème abordé ici, merci de compléter l'article en donnant les références utiles à sa vérifiabilité et en les liant à la section « Notes et références ».

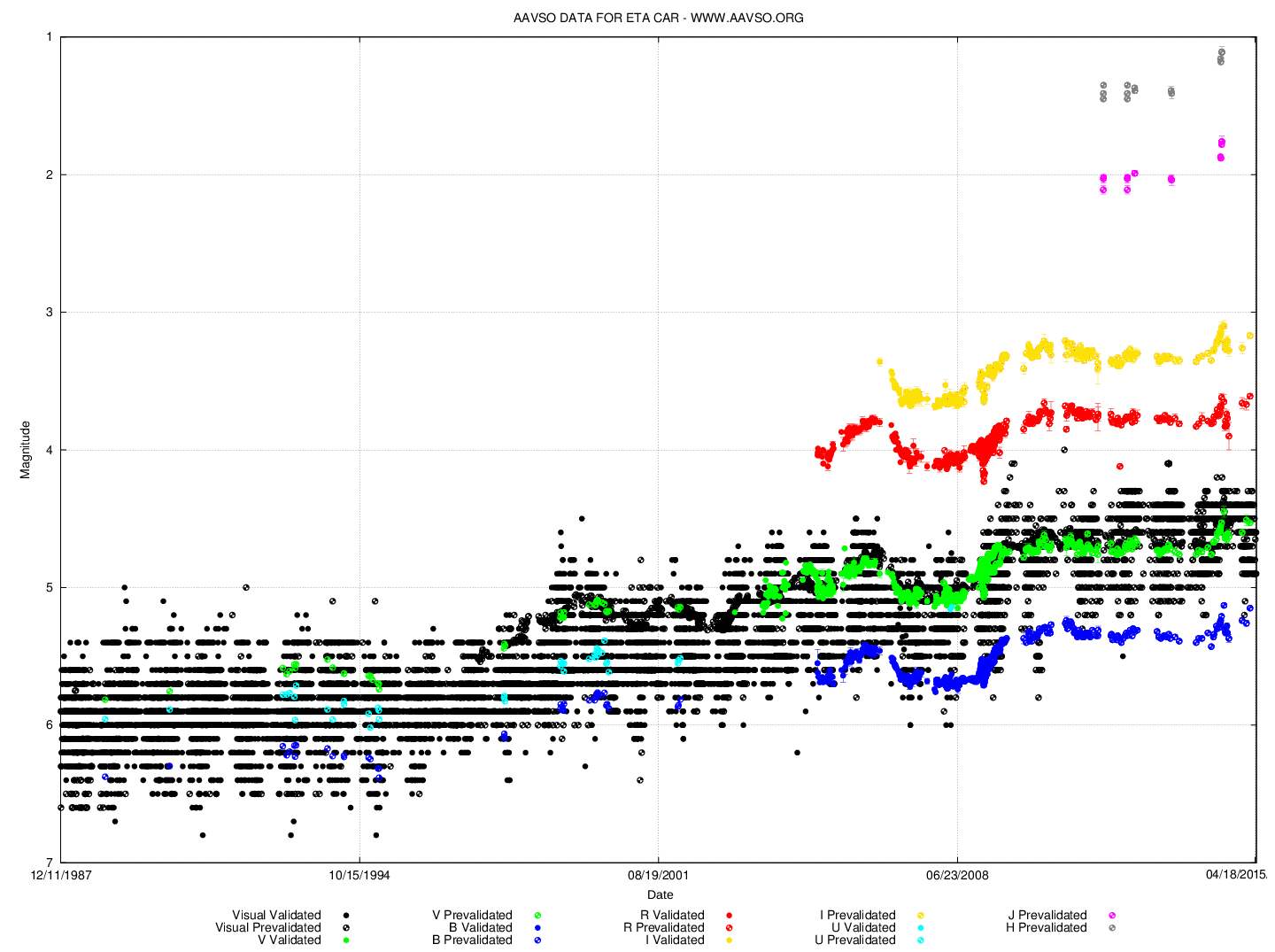
La courbe de lumière d'Eta Carinae.

En astronomie, la photométrie, aussi nommée astrophotométrie pour la distinguer de l'étude homonyme en optique, désigne l'étude de l'intensité lumineuse des objets célestes. Elle complète la spectroscopie qui s'attache à l'étude des spectres, la polarimétrie qui s'occupe du degré de polarisation de la lumière, et d'autres méthodes de mesure. 
La photométrie s'occupe de mesurer, dans une bande spectrale donnée, l'intensité de la lumière d'une étoile ou de tout autre objet céleste, et de sa variation dans le temps. Après soustraction de la contribution du fond du ciel, l'intensité lumineuse est mesurée avec la fonction d'étalement du point de l'étoile, et comparée soit relativement, soit de manière absolue par rapport à des étoiles standards (qui sont connues pour ne pas varier, et dont les caractéristiques physiques comme la température et le rayon sont connus). Elle permet ainsi de mesurer la magnitude apparente des étoiles.
On utilise la photométrie notamment dans l'étude des étoiles céphéides pour mesurer la distance de l'étoile. La comparaison de la photométrie d'une étoile donnée dans plusieurs bandes spectrales permet de mesurer son indice de couleur. Il existe plusieurs systèmes photométriques, dont celui de Johnson, de Kron-Cousin et de Genève (voir bande spectrale).
En astronomie, la photométrie ne fait pas intervenir la sensibilité visuelle de l'œil humain et peut très bien se faire avec des rayonnements invisibles comme l'infrarouge et l'ultraviolet. En revanche, quand on s'éloigne trop du domaine visible pour atteindre des longueurs d'onde plus grandes (à partir du millimètre), on parle de radioastronomie.